# Eubulo (poeta)
Eubulo (en griego antiguo: Εὔβουλος/Euboulos) fue un comediógrafo ateniense, hijo de Eufránor, que floreció hacia el 360 a. C. Con Antífanes y Alexis de Turios fue el representante de la Comedia Media; cultivó especialmente los asuntos mitológicos, parodiando con frecuencia a los tragediógrafoss clásicos, principalmente a Eurípides. En algunas de sus obras atacaba a los hombres más conocidos de su época y a veces a una nación entera. 
De sus producciones, que se hacen ascender a 104, no han quedado más que cortos fragmentos que pueden leerse en Fragmenta Comicorum Atticorum de Theodor Kock (Leipzig, 1884)